# Edward Eggleston

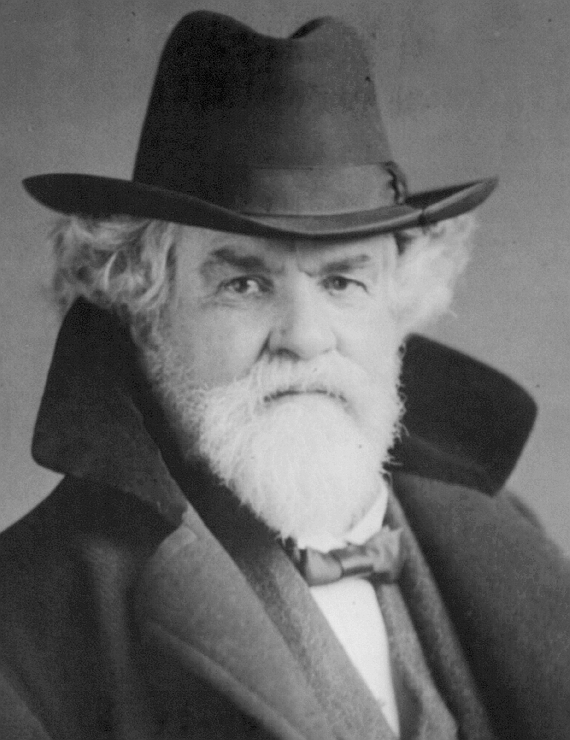
Edward Eggleston

Edward Eggleston, född 10 december 1837, död 3 september 1902, var en amerikansk författare.
Eggleston var metodistpastor och författare. Som novellist stävade Eggleston att exakt skildra livet i vilda västern där han tillbringade en del av sin ungdom och dess invånare. Bland hans främsta verk märks The Hoosier schoolmaster (1871), The circuit rider (1874) och The Graysons (1888). Flera av hans verk är översatta till svenska.